# جرائم ضد الإنسانية في ظل حكم الأنظمة الشيوعية

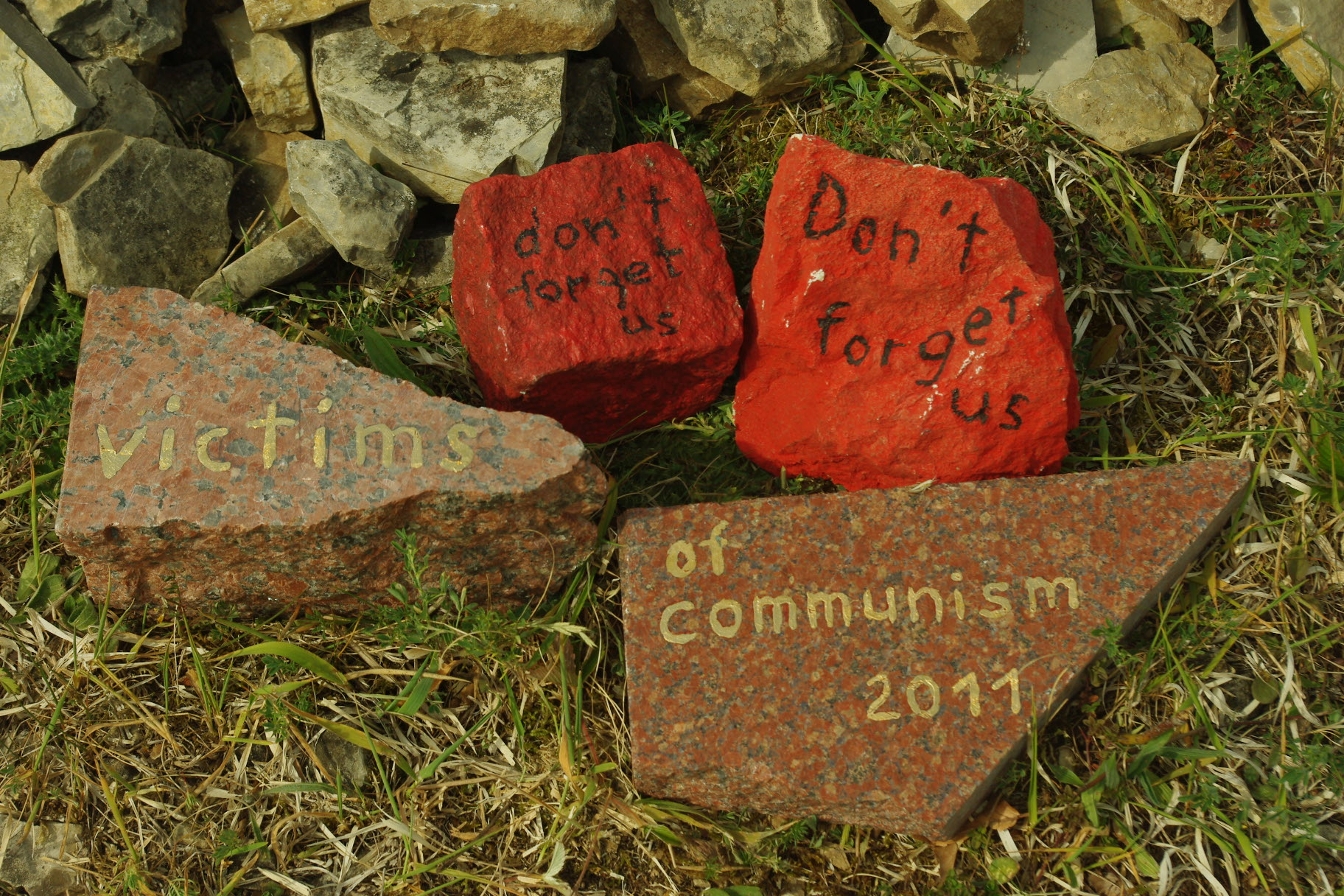
الحجارة المنقوشة في النصب التذكاري "الهولوكوست الأحمر" للفنان جيمي فيل. كومة متزايدة من الحجارة في حديقة النحت التذكارية الوطنية للوحدة الألمانية

ارتبكت الأنظمة الشيوعية العديد من الجرائم ضد الإنسانية مثل: الترحيلات القسرية، والمذابح، والتعذيب، والاختفاءات القسرية، والقتل خارج نطاق القضاء، والإرهاب، والتطهير العرقي، والاستعباد، والتجويع المتعمد للناس مثل مجاعة هولودومور والقفزة العظيمة للأمام.
صرح إعلان براغ للضمير الأوروبي والشيوعية أن الجرائم المُرتكبة تحت مُسمى الشيوعية لا بد أن تُصنف باعتبارها جرائم ضد الإنسانية. لم يتعرض مرتكبي تلك الجرائم للمحاكمة إلا القليل منهم، ويُستثني من ذلك حكومة كمبوديا التي حاكمت أعضاء الخمير الحمر السابقين. وبالمثل مررت حكومات إستونيا ولاتفيا وليتوانيا قوانينًا آلت إلى محاكمة عدة أشخاص متورطين في جرائم ضد شعوب البحر البلطي. حُوكم هؤلاء الأشخاص على الجرائم التي ارتكبوها أثناء فترة الاحتلال السوفيتي لدول البلطيق في عامي 1940 و1941. رفعت المفوضية الشعبية للشئون الداخلية هي الأخرى دعاوى قضائية ضد إخوة الغابة لجرائمهم ضد شعوب البحر البلطي.

## كمبوديا
ثمة إجماع بين المؤرخين والباحثين على أن الإبادة الجماعية الكمبودية التي ارتكبها الخمير الحمر بقيادة بول بوت فيما عُرف لاحقًا بحقول القتل الكمبودية تُعد جريمة ضد الإنسانية. يرى الباحثان القانونيان أنطوان غارابون وديفيد بويل، وعالم الاجتماع مايكل مان، وأستاذ العلوم السياسية جاك سيميلين أن أفضل وصف لأفعال الحزب الشيوعي لكمبوتشيا هي أنها جريمة ضد الإنسانية عوضًا عن كونها إبادة جماعية.
في عام 1997، طلب رئيس الوزراء المساعد في كمبوديا المساعدة من الأمم المتحدة في سعيه لمحاكمة الشيوعيين على الجرائم التي ارتكبوها في الفترة من 1975 إلى 1979. في يونيو 1997، سُجن بول بوت في خضم نزاع داخلي على السلطة داخل منظمة الخمير الحمر، وقُدم للمحاكمة أمام المجتمع الدولي. ولكن لم تقبل أي دولة تسليمه للعدالة. أدت سياسات الخمير الحمر إلى موت ربع سكان كمبوديا على مدار أربعة أعوام واحد فقط.

## كوريا الشمالية
حاول ثلاثة من ضحايا معسكرات الاعتقال في كوريا الشمالية أن يسلموا كيم جونغ إل للعدالة بمساعدة تحالف المواطنين لحقوق إنسان المخطوفين ولائجي كوريا الشمالية، ولكن بلا جدوى. في ديسمبر 2010، قدم هؤلاء دعاوي ضده في لاهاي. أفادت منظمة التضامن المسيحية العالمية بأن نظام الغولاغ في كوريا الشمالية مُصمم لقتل عدد كبير من الناس الذين يعتبرهم النظام أعداءًا أو ذوي معتقدات سياسية مختلفة.

## يوغوسلافيا
كتب دومينيك مكغولدريك أن جوزيف بروز تيتو (رأس دولة «دكتاتورية قمعية ومركزية بدرجة متطرفة» على حد وصفه) كان يمتلك سلطة هائلة في يوغوسلافيا، وكان يفرض حكمه الاستبدادي من خلال نظام بيروقراطي معقد يقمع حقوق الإنسان بصفة متكررة. ومن بين ضحايا نظامه القمعي بعض الأشخاص المعروفين بكونهم ستالينيين مثل دراغوسلاف ميهايلوفيتش ودراغوليوب ميتشونوفيتش، ولكن في الأعوام التالية أُلقى القبض على بعض أبرز معاوني تيتو ذات أنفسهم. ففي 19 نوفمبر 1956، اُعتقل ميوفان جيلاس بسبب نقده لنظام تيتو، وذلك رغم أنه كان أقرب معاوني تيتو واعتبره الكثيرون خلفًا محتملًا لتيتو. لم ينج المثقفين والكتاب من بطش نظام تيتو، ومن أمثالهم فينكو ماركوفسكي الذي اُعتقل وُوضع في السجن في يناير عام 1956 لكتابته عدة قصائد معارضة لتيتو. نفذ تيتو عدة مذابح وأعمال قمع دموية عقب الحرب العالمية الثانية.
ظلت يوغوسلافيا دولة بوليسية خاضعة لرقابة مشددة تحت حكم جوزيف تيتو. طبقًا لديفيد ميتس، كان عدد المعتقلين السياسيين في يوغوسلافيا أكبر من عدد المعتقلين السياسيين في أوروبا الشرقية بأكملها بعد استبعاد الاتحاد السوفيتي الاتحاد السوفيتي. اتبعت الشرطة السرية الخاصة بتيتو نهج الاستخبارات السوفيتية. فقد كان أفراد تلك الشرطة في كل مكان وكانوا ينفذون العقوبات خارج إطار القضاء، ومن بين ضحاياهم أفراد من الطبقة الوسطى من المثقفين والليبراليين والديمقراطيين. وقعت يوغوسلافيا على العهد الدولي للحقوق المدنية والسياسية، ولكنها لم تبد أي اعتبار يُذكر لبنوده.